# Bajada de mano
En equitación con el nombre de bajada de mano se comprende el movimiento que suele hacer el jinete cuando galopa el caballo. Consiste en alargar las riendas con la mano izquierda, después de deslizar la derecha hasta el botón, para asegurarse de que están iguales, apoyando luego la mano derecha sobre el pomo de la silla.

## Otros usos
Se dice también cuando se hace maniobrar la mano izquierda en dirección del pescuezo del caballo, para acelerar o amenguar sus movimientos.